# إسمي بيانكو
عصمه أوغستا بيانكو (من مواليد 25 مايو 1982) ممثلة بريطانية، دي جي ، عارضة أزياء وفنانة هزلية، اشتهرت كحبة بدورها باسم روس في صراع العروش.